# 378 (číslo)
Tři sta sedmdesát osm je přirozené číslo, které následuje po čísle tři sta sedmdesát sedm a předchází číslu tři sta sedmdesát devět. Římskými číslicemi se zapisuje CCCLXXVIII a řeckými číslicemi τοη.

## Matematika
378 je:
- Abundantní číslo
- Nešťastné číslo
- Trojúhelníkové číslo
- Šestiúhelníkové číslo

## Astronomie
- (378) Holmia je planetka hlavního pásu, kterou objevil v roce 1893 Auguste Charlois

## Doprava
- Silnice II/378 je česká silnice II. třídy vedoucí na trase II/379 – Lipovec – Drahany[1][2]

## Ostatní
- +378 je mezinárodní telefonní předvolba San Marina

## Roky
- 378
- 378 př. n. l.